# Біла (притока Білої Пшемши)
Біла (пол. Biała) — річка в Польщі, у Малопольському й Сілезькому воєводствах. Ліва притока Білої Пшемши, (басейн Балтійського моря).

## Опис
Довжина річки 12,15 км, найкоротша відстань між витоком і гирлом — 10,11 км, коефіцієнт звивистості річки — 1,21. Формується багатьма безіменними струмками та частково каналізована.

## Розташування
Бере початок на північно-західній частині міста Олькуш. Тече переважно на північний захід через Болеслав, Ляскі та біля Руди впадає в річку Білу Пшемшу, ліву притоку Пшемши.